# Chung Thiệu Quân
Chung Thiệu Quân (tiếng Trung giản thể: 钟绍军, bính âm Hán ngữ: Zhōng Shàojūn, tiếng Latinh: Zhong Shaojun, sinh ngày 19 tháng 10 năm 1968, người Hán) là tướng lĩnh, chính trị gia nước Cộng hòa Nhân dân Trung Hoa. Ông là Trung tướng Giải phóng quân, Ủy viên Ủy ban Trung ương Đảng Cộng sản Trung Quốc khóa XX, hiện là Chủ nhiệm các cơ quan như Văn phòng Quân ủy Trung ương, Văn phòng Chủ tịch Quân ủy Trung ương, Văn phòng Biên chế và Cải cách Quân ủy Trung ương, Văn phòng Tiểu tổ lãnh đạo Cải cách thâm sâu Quân đội và Quốc phòng Quân ủy Trung ương, Ủy viên Ủy ban tuyển cử Quân Giải phóng, và đồng thời là Đồng Chủ nhiệm Văn phòng Tổng Bí thư, Chủ tịch nước, Chủ tịch Quân ủy Tập Cận Bình.
Chung Thiệu Quân là đảng viên Đảng Cộng sản Trung Quốc, học vị Thạc sĩ Ứng dụng tâm lý học, Tiến sĩ Tâm lý học. Ông có sự nghiệp xuất phát điểm từ Chiết Giang, là người theo sát và phụ tá trong thời gian dài của Nhà lãnh đạo Tập Cận Bình.

## Xuất thân và giáo dục
Chung Thiệu Quân sinh ngày 19 tháng 10 năm 1968, lớn lên ở quê quán tại huyện Khai Hóa, địa cấp thị Cù Châu, tỉnh Chiết Giang. Từ năm 1986 đến 1990, ông theo học Tính toán hệ chuyên ngành ứng dụng và tốt nghiệp Cử nhân Ứng dụng máy tính tại Đại học Hàng Châu. Sau khi tốt nghiệp cử nhân, ông tiếp tục theo học nghiên cứu sinh tại quê nhà Chiết Giang. Cho đến năm 1999, ông tốt nghiệp Thạc sĩ chuyên ngành Ứng dụng tâm lý học tại Đại học Chiết Giang. Ông đã tốt nghiệp Tiến sĩ Tâm lý học tại Đại học Thanh Hoa.

## Sự nghiệp

### Chiết Giang
Chung Thiệu Sơn là người sinh ra, lớn lên và học tập tại quê nhà Chiết Giang. Sau khi tốt nghiệp thạc sĩ, ông bắt đầu sự nghiệp công vụ viên ở Chiết Giang. Vào tháng 10 năm 2002, Tập Cận Bình được Trung ương điều chuyển tới Chiết Giang, giữ chức Bí thư Tỉnh ủy tỉnh Chiết Giang đồng thời là Phó Tỉnh trưởng kiêm Quyền Tỉnh trưởng Chiết Giang. Khi là Bí thư Chiết Giang, ông trở thành thủ trưởng chỉ huy lãnh đạo toàn diện tỉnh Chiết Giang, kiêm nhiệm Tỉnh trưởng Chiết Giang là vị trí tạm thời trước khi bổ nhiệm Tỉnh trưởng mới. Trong những năm này, Chung Thiệu Quân trở thành một trong những người thư ký phụ tá của Tập Cận Bình, bằng tài năng của mình. Ông công tác với chức vụ Chủ nhiệm Thư ký Bí thư, như một người hỗ trợ cho nhà lãnh đạo. Cùng với Thái Kỳ, Hoàng Khôn Minh, Trần Đức Vinh, Bayanqolu, Lâu Dương Sinh, Hạ Bảo Long, Lý Cường, Trần Mẫn Nhĩ, Lý Hi, Trần Hi, Hà Lập Phong, Thư Quốc Tăng thành lập tổ chức hệ thống chỉ huy Chiết Giang, được truyền thông phương Tây gọi là "Quân Chiết Giang Tập Cận Bình".
Tập Cận Bình công tác lãnh đạo Chiết Giang từ năm 2002 đến 2007, tròn nhiệm kỳ của Trung ương Đảng khóa XVI. Chung Thiệu Quân cùng Quân Chiết Giang Tập Cận Bình phụ trách nhiều lĩnh vực, đẩy mạnh các chính sách và thực thi chỉ đạo của thủ trưởng, góp phần đưa tốc độ tăng trưởng kinh tế, ổn định tiến bộ xã hội tỉnh Chiết Giang đạt mức độ phát triển xuất sắc, tạo cơ sở Chiết Giang cho đến ngày nay. Vào năm 2020, GDP Chiết Giang đạt 6.235 tỷ tệ, tương đương 904 tỷ USD, xếp thứ tư toàn quốc, có tốc độ tăng trưởng thực tế đạt 6,8%, tốc độ danh nghĩa nội địa đạt tới 12,6%, một tốc độ khủng khiếp. Chiết Giang hướng tới đạt GDP 1000 tỷ USD, tăng vị trí trong danh sách các đơn vị hành chính cấp tỉnh phát triển nhất thế giới. Trong những năm này, ông được bổ nhiệm thăng chức thành Phó Bộ trưởng Bộ Tổ chức Tỉnh ủy tỉnh Chiết Giang, chức vụ hàm chính sở, địa, cục.

### Thượng Hải
Cuối 2006, đầu năm 2007, trong thời điểm mà Đại hội Đảng lần thứ XVII chuẩn bị tiến hành thì Trung Quốc rung động bởi cuộc thanh trừng chính trị gia tham nhũng mà điển hình nghiêm trọng là Ủy viên Bộ Chính trị, Bí thư Thành ủy Thượng Hai Trần Lương Vũ. Sau khi tiến hành điều tra, phán quyết Trần Lương Vũ, Tập Cận Bình được điều chuyển bổ nhiệm thay thế, làm Bí thư Thành ủy thành phố Thượng Hải. Với tư cách là người phụ tá, Chung Thiệu Quân được điều chuyển theo và tiếp tục làm Chủ nhiệm Thư ký Bí thư Thành ủy. Cùng thời gian năm 2007, ông được bổ nhiệm làm Phó Tổng thư ký Thành ủy Thượng Hải.

### Trung ương
Cuối năm 2007, Đại hội Đảng Cộng sản Trung Quốc lần thứ XVII diễn biến nhiều tình huống. Vấn đề quan trọng diễn ra là Tập Cận Bình được bầu vào Ban Thường vụ Bộ Chính trị Đảng Cộng sản Trung Quốc, nhậm chức Phó Chủ tịch nước Cộng hòa Nhân dân Trung Hoa, trở thành Lãnh đạo cấp Quốc gia. Chung Thiệu Quân tiếp tục theo bước và được điều về Trung ương công tác. Ông được bổ nhiệm làm Cục trưởng Cục Nghiên cứu Chính trị Văn phòng Trung ương Đảng Cộng sản Trung Quốc. Năm 2012, Tập Cận Bình được bầu làm Tổng Bí thư Đảng Cộng sản Trung Quốc, Chủ tịch nước Cộng hòa Nhân dân Trung Hoa, Chủ tịch Quân ủy Trung ương Trung Quốc, chính thức trở thành Nhà lãnh đạo quốc gia tối cao thứ 5 trong lịch sử Cộng hòa Nhân dân Trung Hoa. Vào thời điểm này, Chung Thiệu Quân được điều chỉnh công tác, điều động vào Quân Giải phóng Nhân dân Trung Quốc, bổ nhiệm làm Phó Chủ nhiệm Văn phòng Quân ủy Trung ương, Chủ nhiệm Văn phòng Chủ tịch Quân ủy Trung ương, phụ tá lãnh tụ Tập Cận Bình ở lĩnh vực quân đội từ năm 2013. Trong nhiệm kỳ khóa XVIII này, ông cùng Chủ nhiệm Văn phòng Tần Sinh Tường phụ trách công tác thông thường và thường xuyên của Giải phóng quân, xử lý các vấn đề và phụ tá trực tiếp cho Chủ tịch Quân ủy, tức triển khai lệnh của Tập Cận Bình trong lĩnh vực quân sự, liên kết hỗ trợ hai Phó Chủ tịch Quân ủy, tướng lĩnh trọng yếu cùng các quân chủng, chiến khu, bộ máy quân đội – các lực lượng cấp bộ. Đây là một chức vụ có vai trò quan trọng, ông giữ hàm Đại hiệu, đến năm 2016 được phong Thiếu tướng.
Năm 2017, ông là một trong 303 tướng quân được cử tham gia Đại hội Đảng Toàn quốc. Trước kỳ Đại hội, với tư cách là thư ký Tập Cận Bình, ông được dự đoán sẽ tăng thêm vị trí công tác. Vào tháng 12 năm 2017, sau kỳ Đại hội Đảng khóa XIX, ông được thăng chức bổ nhiệm làm Chủ nhiệm Văn phòng Quân ủy Trung ương Trung Quốc, một chức vụ với hàm Bộ trưởng, khi mới 49 tuổi. Sau đó, ông được phân công thêm các nhiệm vụ là Chủ nhiệm Văn phòng Biên chế và Cải cách Quân ủy Trung ương, Chủ nhiệm Văn phòng Tiểu tổ lãnh đạo Cải cách thâm sâu Quân đội và Quốc phòng Quân ủy Trung ương, Ủy viên Ủy ban tuyển cử Quân Giải phóng. Giai đoạn đầu năm 2022, ông được bầu làm đại biểu tham gia Đại hội Đảng Cộng sản Trung Quốc lần thứ XX từ đoàn Quân Giải phóng và Vũ cảnh. Trong quá trình bầu cử tại đại hội, ông được bầu làm Ủy viên Ủy ban Trung ương Đảng Cộng sản Trung Quốc khóa XX.

## Lịch sử thụ phong quân hàm
Chung Thiệu Quân được phong quân hàm Đại hiệu (大校 – tương đương Đại tá). Ông được phong thẳng, không qua công tác quân đội. Vào tháng 7 năm 2016, ông được thăng hàm Thiếu tướng Quân Giải phóng. Vào tháng 12 năm 2019, ông được thăng hàm Trung tướng Quân Giải phóng, bậc hàm tiếp cận cấp cao nhất trong hệ thống quân hàm quân đội Trung Quốc với ba cấp tướng là Thiếu tướng, Trung tướng và Thượng tướng. Ông là một vị tướng đặc biệt của Trung Quốc. Chung Thiệu Quân công tác không xuất phát từ lĩnh vực quân sự, mà là chuyển vị trí giữa chừng trong sự nghiệp, đồng thời là ngôi sao đang lên và nhân vật trẻ nhất trong số lực lượng phụ tá của lãnh tụ Tập Cận Bình.
| Quân hàm |          |             |             |  |  |  |  |  |  |  |
| Cấp bậc  | Đại hiệu | Thiếu tướng | Trung tướng |  |  |  |  |  |  |  |
|          |          |             |             |  |  |  |  |  |  |  |